# اکسینیر، کاستامانو
اکسینیر، کاستامانو (به لاتین: Aksinir, Kastamonu) یک منطقهٔ مسکونی در ترکیه است که در استان قسطمونی واقع شده‌است.